# Розе, Мартиньш
Мартиньш Розе (латыш. Mārtiņš Roze; 28 сентября 1964, Рига — 8 сентября 2012) — политический деятель Латвии. Биолог. Министр земледелия Латвии (с 7 ноября 2002 г. — 2009). Депутат 9-го Сейма Латвии. Член Крестьянского союза Латвии, в 2007 году занимал должность председателя правления Союза зеленых и крестьян. Директор Департамента интеграции в Европейский Союз и внешних связей при министерстве земледелия (2001 г. — 2002 г.). Член международного совета (биологическое сельское хозяйство) фонда Avalon.

## Образование
- 2002 г. — Латвийский университет, факультет социальных наук, магистр социальных наук в политике
- 1992 г. — Латвийский НИИ земледелия и бывший Всесоюзный институт селекции и генетики растений (Одесса, Украина), аспирантура, тема исследований: «Качество выращенной в Латвии пшеницы, ячменя и овса в зависимости от состава резервных белковых веществ»
- 1987 г. — Латвийский государственный университет, биологический факультет, специальность — биолог, преподаватель биологии и химии
- 1982 г. — Лиепайская 1 средняя школа.